# Вьюрковая гавайская цветочница Мунро
Вьюрковая гавайская цветочница Мунро (лат. Dysmorodrepanis munroi) — вымершая птица подсемейства Гавайские цветочницы семейства вьюрковые, эндемик гавайского острова Ланаи. Вымерла из-за потери среды обитания. Последний раз её видели в долине Каихолена и Ваиакеакуа в районе острова Ланаи. Джордж Мунро поймал единственную птицу в 1913 году, которую затем переправил в Музей имени Бернис П. Бишоп в Гонолулу. Ни одной птицы с 1918 года больше не встречалось.

## Описание
Взрослые особи были светло-серого цвета с зеленоватым оттенком, а их нижняя часть — почти белой. Светлая полоса проходила по крылу и заканчивалась около глаз. Мандибулы по отношению друг к другу были согнутыми, а конец нижней челюсти был единственной частью, которая касалась верхней, оставляя зазор в середине. Птицы имели длину около 6 дюймов (15 см), вес неизвестен.

## Среда обитания
Считается, что вьюрковая гавайская цветочница Мунро населяла горные засушливые леса на острове Ланаи, на котором доминировали 2 растения: акоко (Euphorbia) и опухе (Urera glabra). Именно в этой среде обитания и была поймана птица.

## История вида
Этот вид наблюдался в природе всего несколько раз и все между 1912 и 1918 годами Джорджем Мунро. Некоторые натуралисты считают, что вьюрковая гавайская цветочница Мунро являлась искажённой особью другого вида. Из-за того, что мало кто видел (возможно, только три раза) этот вид, есть некоторые сомнения в достоверности этих данных. Считалось, что вьюрковая гавайская цветочница Мунро — это один и тот же вид, что и попугайная цветочница, однако недавние исследования учёными в 1989 году показали, что это отдельный вид. Неизвестно, чем питался вид, так как птиц никогда не видели во время кормления, хотя вскрытие желудка показало, что она питалась местными ягодами острова Ланаи. Это предположение основывалось на уникальной форме её клюва и относительно слабых жевательных мышцах, благодаря которым она, возможно, была мастером ловли улиток. Исчезновение местных улиток благодаря вмешательству человека, возможно, привело к сокращению численности и, в конечном счёте, к вымиранию этого вида. Мунро впервые увидел и поймал единственную птицу в долине Каихолена гавайского острова Ланаи 22 февраля 1913 года. Почти всё, что было известно Мунро о птице, находится в его книге The Birds of Hawaii (1960). Единственный существующий экземпляр, пойманный Мунро, находится в музее Бернис Бишоп в Гонолулу. После 1913 года Джордж Мунро ещё раз видел птицу 16 марта 1916 года в долине Каихолена, а 12 августа 1918 года — в Ваиакеакуа. В 1918 году произошла последняя встреча с видом, так как к тому времени большинство местных растений, включая акоко и опухе засушливых тропических лесов острова Ланаи было заменено ананасовыми плантациями.